# Léčivá moc dopisů
Léčivá moc dopisů (v originále Lettres de femmes) je francouzský animovaný krátký film z roku 2013, který režíroval Augusto Zanovello podle vlastního scénáře. Snímek měl světovou premiéru na filmovém festivalu animovaných filmů v Annecy dne 10. června 2013.

## Děj
Během první světové války ošetřovatel Simon léčí zraněné vojáky milostnými dopisy zaslanými jejich manželkami, dopisy, které mají moc tyto vojáky uzdravit.

## Dabing postav
| Constantin Pappas | Simon     |
| Adeline Moreau    | Madeleine |
| Jérôme Pauwels    | voják     |
| Martial Le Minoux | voják     |
| Véronique Uzureau | žena      |

## Ocenění
- Mezinárodní festival animovaných filmů v Annecy: Cena diváků
- Mezinárodní festival krátkých filmů v Outaouais: nejlepší animovaný film
- César: nominace na nejlepší krátký animovaný film